# Trullo

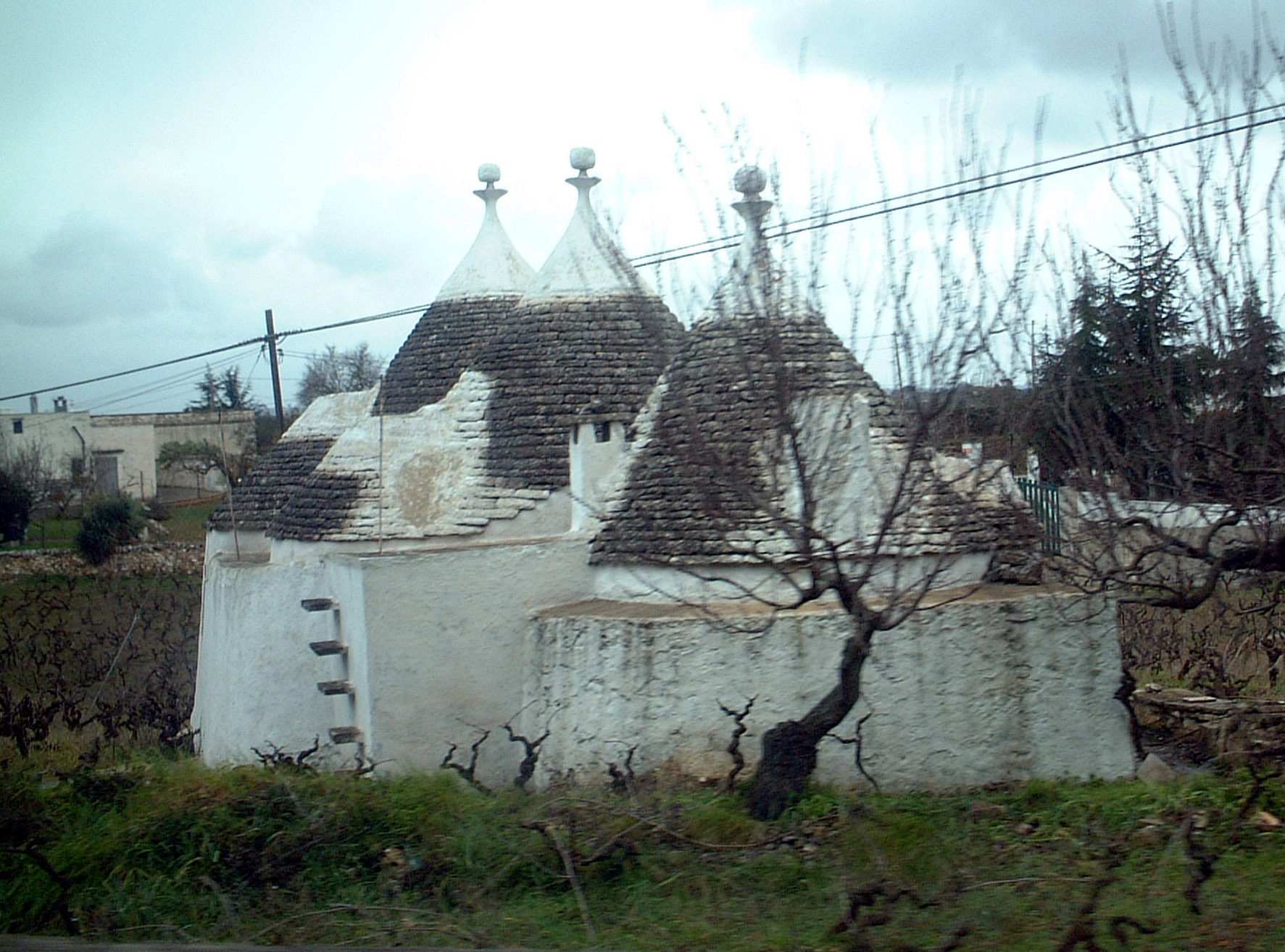
Trullos.

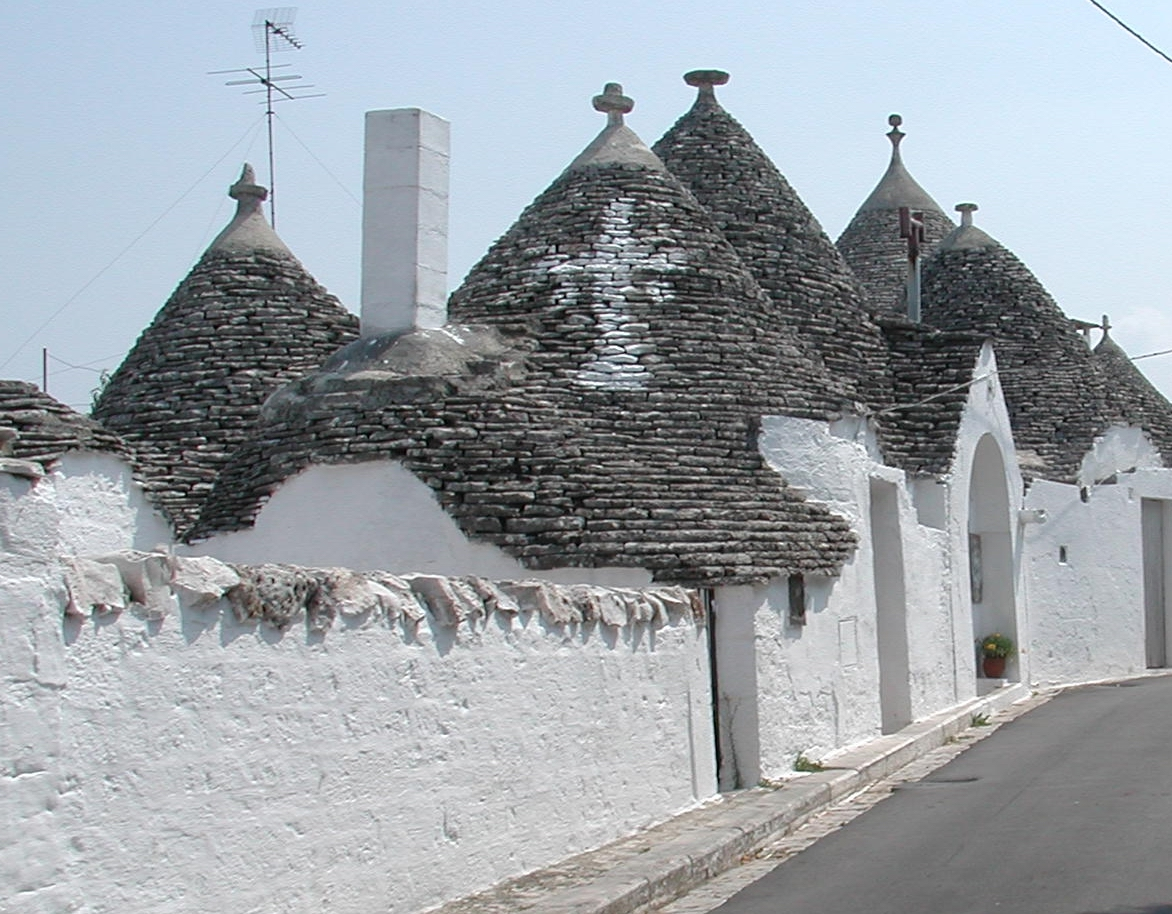
Trullos.

Un trullo (plural italiano, trulli; truddi en apulo-barese) es una antigua construcción rural propia de la región italiana de Apulia, que se realiza íntegramente con muros de mampostería de piedra en seco –sin mortero–, rematada con una gran cubierta de forma cónica. 

## Historia
Este tipo de construcción es propio del Valle de Itria en las laderas del promontorio de la Murgia. Pueden encontrarse en las poblaciones de Alberobello, Locorotondo, Fasano, Cisternino, Martina Franca, Ceglie Messapica, Ostuni y algunas otras vecinas.
Este promontorio de la Murgia, rico en piedra y formaciones calcáreas, ha dado la posibilidad a los ingeniosos constructores de la época de diseñar estas construcciones cónicas, frecuentemente decoradas con figuras de significado mágico, espiritual y supersticioso hechas con piedras recogidas y modeladas dándoles forma semejante a ladrillos. 
A pesar de que en las zonas donde se construyen los trullos se encuentran hallazgos arqueológicos de épocas prehistórica, o cimentaciones de chozas de piedra de la Edad del Bronce, no perduran trullos tan antiguos. Esto queda justificado por el hecho de que, en lugar de reparar los desperfectos, en caso necesario preferían derribarlo y construir uno nuevo, por motivos económicos.
La ciudad de Alberobello, en la provincia de Bari, es a todos los efectos la «Capital de los trullos», habiendo sido declarados «Los trullos de Alberobello» Patrimonio de la Humanidad por la Unesco en el año 1996.
Se piensa que antiguamente los trullos eran utilizados para evadir el pago de impuestos sobre las casas. Una de las tesis es que los trullos probablemente eran utilizados para comunicar, mediante señales de humo, la llegada de eventuales controles; en ese caso se demolían los techos, y se reconstruían después de pasado el peligro. Otros señalan que su origen está en que al ser construcciones sin mortero se estimaban transitorias y no formaban legalmente un poblado, de manera que no tenían que pagar el impuesto real por la creación de núcleos urbanos.

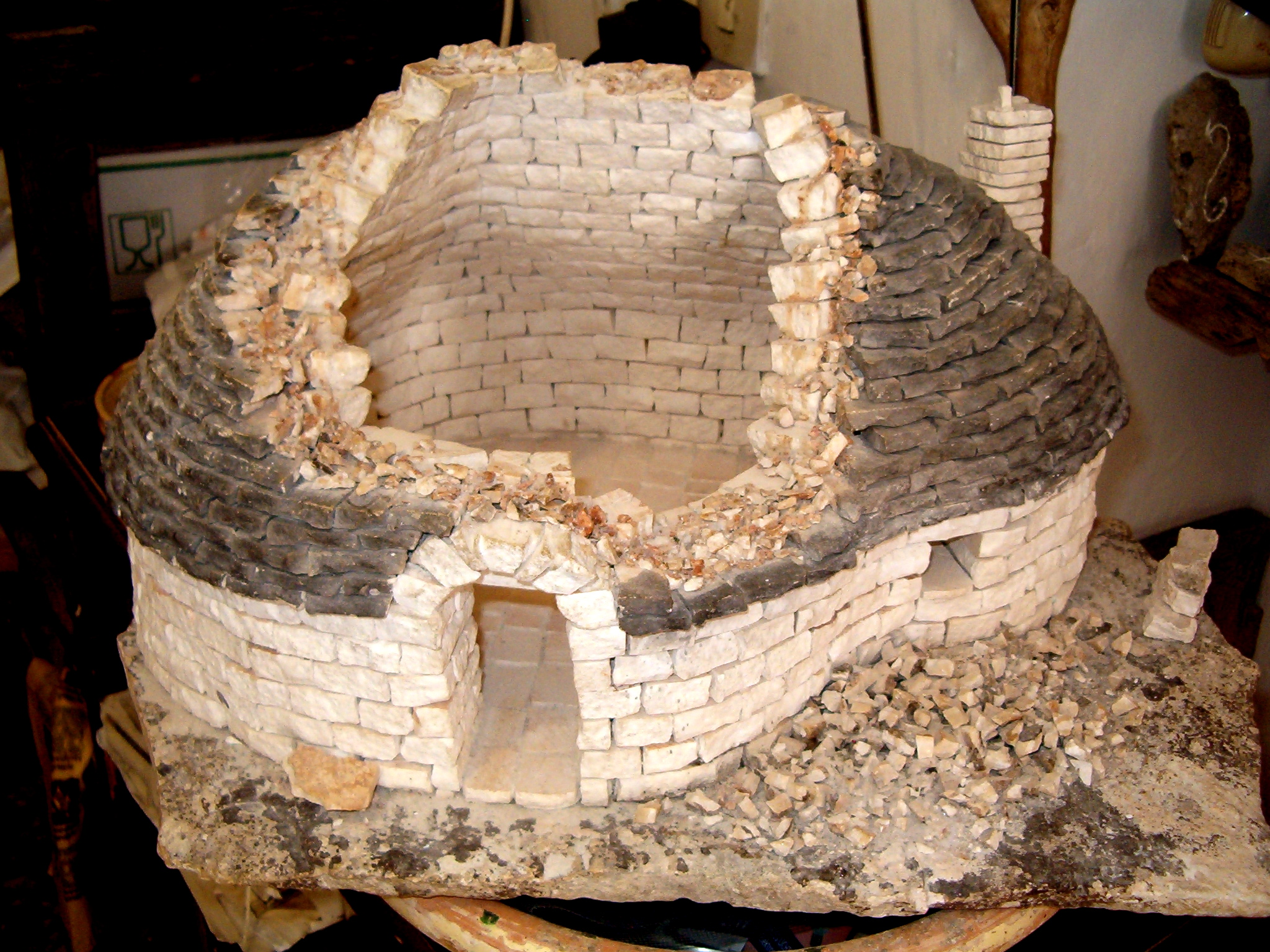
Maqueta mostrando la técnica de construcción de un trullo de Alberobello.

Los trullos se construían generalmente como habitaciones o almacenes. El trullo era una típica construcción campesina, donde el cozzaro, el que cultivaba la tierra del patrón, podía disponer de una protección donde descansar y guardar los instrumentos de labranza. Tradicionalmente, se construían sin mortero. Este tipo de mampostería es típica de la zona, donde la mayor parte de los campos están separados por muros de piedra ejecutados en seco. En origen, la estructura cónica se habría erigido directamente sobre el terreno, pero la mayor parte de las estructuras que perduran se apoyan en muros perimetrales. Los espesos muros de los trullos se construían con una técnica particular de superposición de piedras y, frecuentemente, se colocaba una capa de barro para mantener el ambiente interno fresco en el verano y caliente en el invierno. 
En la cima de cada trullo, se colocaba una piedra o pináculo, a modo de «clave» del techo cónico. Se dice que cuando el patrón se aproximaba, con la intención de cobrar el «derecho de moradía» de los campesinos, estos, retirando una sola piedra demolían el techo para que pareciera un simple montón de piedras. El pináculo podía ser uno de muchos diseños, elegido por su simbolismo. Además, el propio cono podía tener un símbolo pintado sobre él. Tales símbolos pueden ser planetarios, el malochio (mal de ojo), la cruz, un corazón, una creciente y estrella, o algunos otros.
Actualmente, los trullos que quedan son muy populares entre los turistas británicos y alemanes y a menudo se compran y restaúran para un uso público. Sin embargo, cualquiera que desee restaurar un trullo debe cumplir numerosas normas.